# Trinidad (Bolivie)
Pour les articles homonymes, voir Trinidad.
Trinidad est une ville de Bolivie et la capitale du département du Beni. Elle est située dans le bassin amazonien, au bord de la rivière Arroyo San Juan, à 500 km au nord-est de La Paz. Sa population s'élevait à 132 785 habitants en 2017.

## Géographie
La ville est située dans le département du Beni, situé au nord-est de la Bolivie. Elle est à environ 500 kilomètres de la capitale administrative du pays, La Paz et de la plus grande ville du pays, Santa Cruz de la Sierra. 
Le río Mamoré est situé à environ 13 kilomètres à l'ouest de la ville. 

## Histoire
La ville est fondée sous le nom de La Santísima Trinidad en 1686 comme établissement des Missions jésuites sur le Río Mamoré, en Amazonie bolivienne. Étant donné sa situation très vulnérable face aux inondations parfois redoutables de cette rivière, le site est transféré en 1769 à 14 kilomètres, là où elle se trouve aujourd'hui. La ville est cependant encore régulièrement inondée partiellement. Située au centre de plusieurs territoires indigènes, elle a été le point de départ de plusieurs marches pour la dignité et pour le territoire.

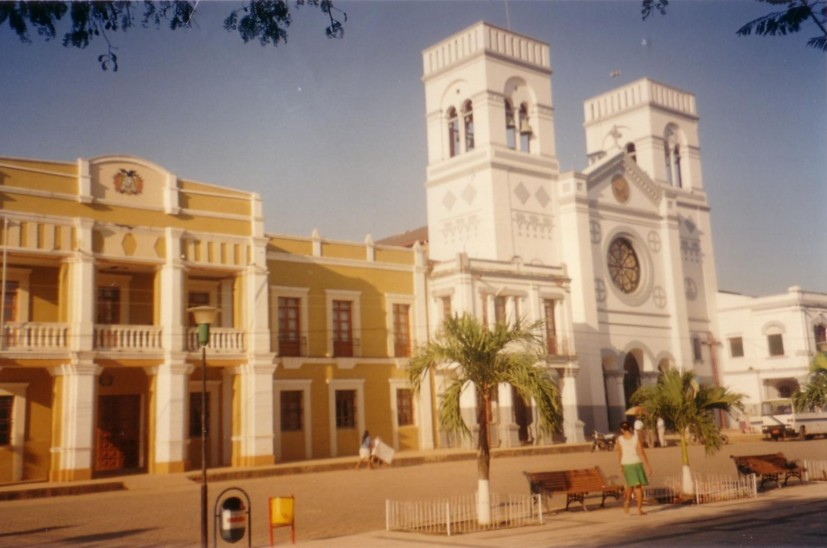
Plaza et cathédrale de Trinidad.

## Population
| 1906   | 1915   | 1928   | 1940   | 1950    | 1960   |
| ------ | ------ | ------ | ------ | ------- | ------ |
| 4 800  | 6 100  | 7 000  | 10 000 | 11 000  | 13 800 |
| 1976   | 1992   | 2001   | 2008   | 2017    |        |
| 27 583 | 57 328 | 75 540 | 89 500 | 132 785 |        |

## Accès
On peut y accéder par voie terrestre, aérienne ou fluviale. L'aéroport de la ville est l'aéroport Teniente Jorge Henrich Arauz. À quelque 13 km de la ville se trouve la localité d'El Barador, qui possède un port important sur le río Mamoré. 
Trois routes nationales d'importance permettent de joindre Trinidad, soit la route nationale 3 qui permet de la lier avec La Paz et la route nationale 9 qui, elle, permet de joindre Santa Cruz de la Sierra. Quant à elle, la route nationale 8 permet de joindre plusieurs autres villes du département du Beni. 

## Climat

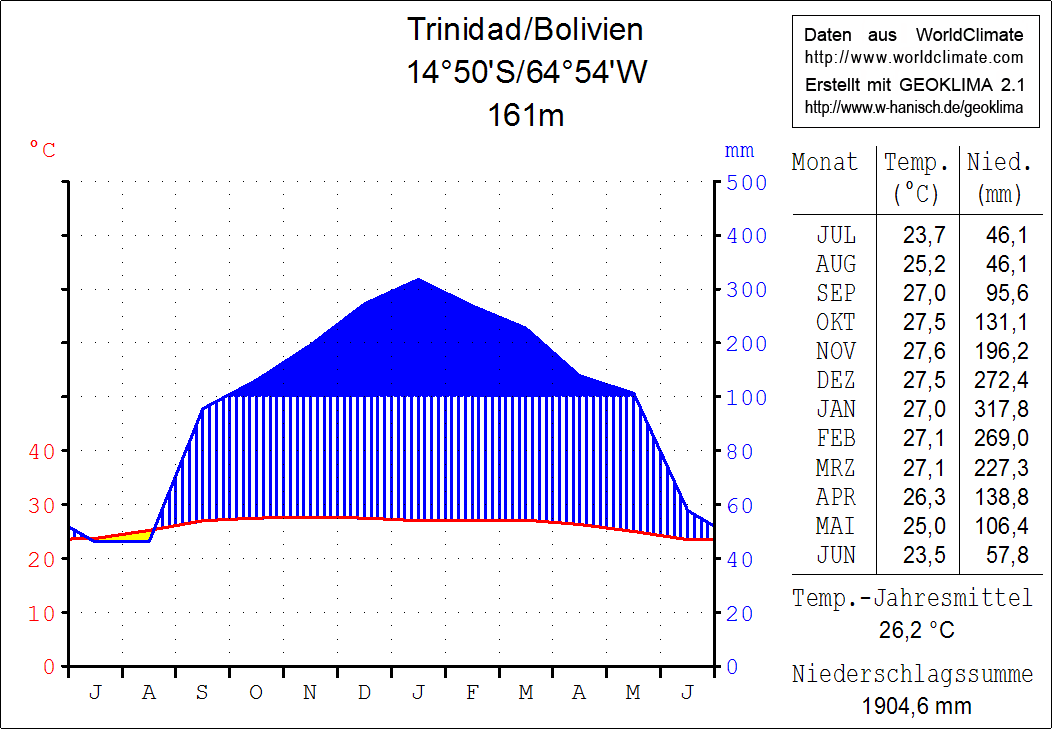
Climogramme de Trinidad.

Le climat, typiquement tropical, y est chaud et humide, avec une saison des pluies qui dure neuf mois, de mars à novembre. Les précipitations atteignent 1 904 mm en moyenne par an et la température annuelle moyenne est de 26,2 °C.